# Nossa Senhora das Mercês
Nossa Senhora das Mercês é uma das designações atribuídas à Virgem Maria na Igreja Católica, também conhecida como Virgem da Misericórdia.
A devoção originou-se na Espanha, daí também ser conhecida por Nossa Senhora das Mercedes, e foi popularizada pelos frades da Ordem de Nossa Senhora das Mercês, fundada por São Pedro Nolasco. Foi considerada protetora dos cristãos cativos dos mouros na África, principalmente os marinheiros e mercadores subjugados no Mar Mediterrâneo. A devoção chegou a Portugal, onde difundiu-se de Alenquer para Santarém e para Lisboa. A devoção foi trazida pelos frades mercedários para o Brasil, onde floresceram diversas confrarias, formadas principalmente por escravos, os quais consideravam Nossa Senhora das Mercês padroeira de sua libertação.

## Aparição

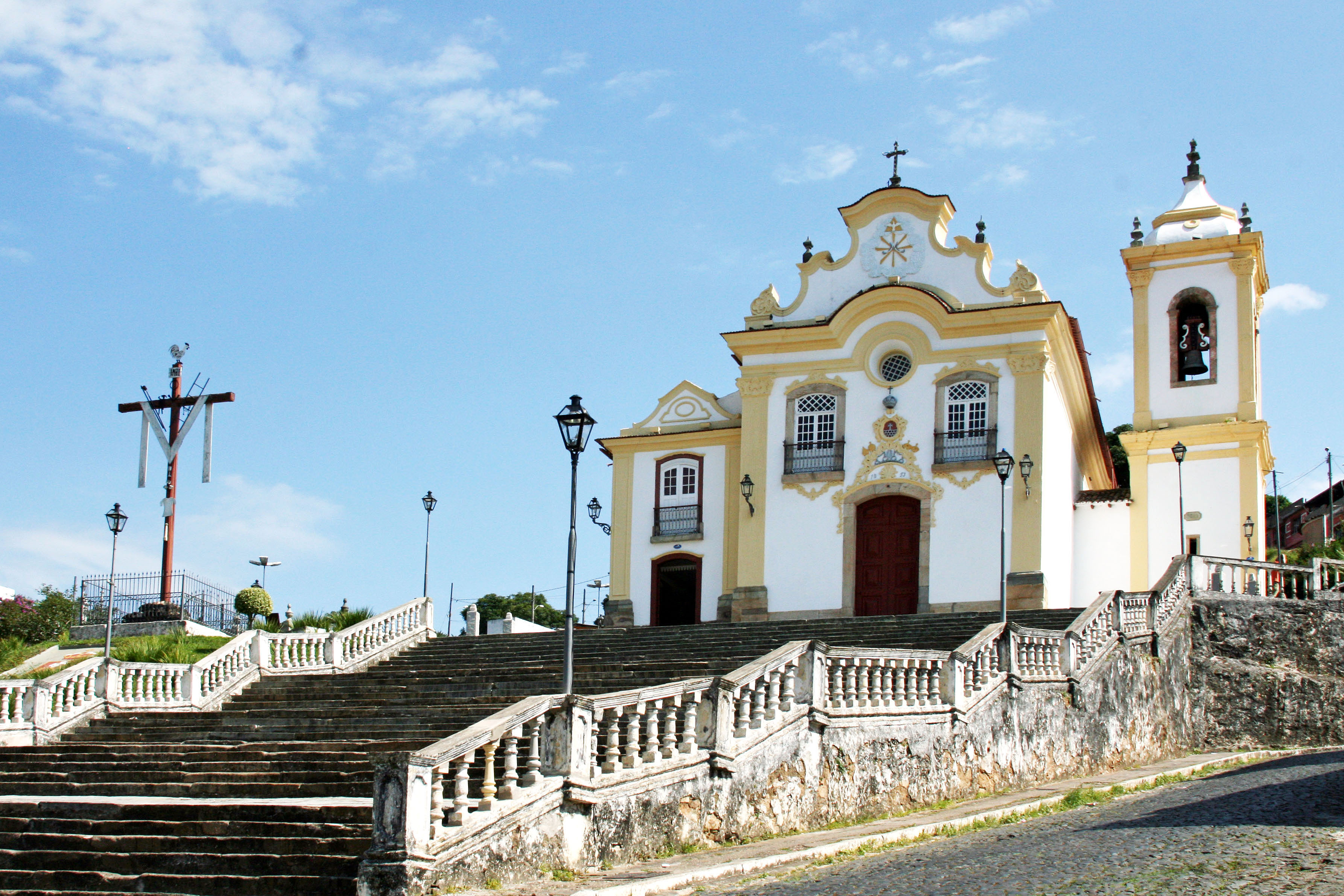
Igreja De Nossa Senhora das Mercês, na cidade histórica de São João Del Rei, MG, no qual é festejada no mês de setembro.

Durante a invasão moura na Espanha, os cristãos estavam sendo perseguidos, e muitos eram escravizados. Numa noite, Pedro Nolasco, Raimundo de Peñafort, um teólogo, e o rei de Aragão, Dom Jaime I tiveram o mesmo sonho. No sonho, apareceu a Virgem, dizendo-lhes para fundar uma ordem com o objetivo de proteger os cristãos e libertar os fiéis cativos. Pedro Nolasco e o teólogo, Raimundo, descobriram que tiveram o mesmo sonho, e ambos pediram a permissão do rei para fundar a ordem, e para sua surpresa, o rei também tivera o mesmo sonho. Então foi criada a Ordem Real, Celestial e Militar de Nossa Senhora das Mercês para a Redenção dos Cativos, e Pedro foi nomeado o grão-mestre da Ordem, sendo canonizado com o nome de São Pedro Nolasco. 

## Devoção
E assim, a devoção à Virgem das Mercês foi se espalhando por toda a Europa. A festa de Nossa Senhora das Mercês e celebrada com louvor no Peru onde ela é padroeira. 

### No Brasil
No Brasil, desde o século XVII é festejada em várias cidades.
Na cidade de Jaicós, Piauí de 15 a 24 de Setembro com novena, e no dia de nossa senhora (24 de setembro) a programação conta com missas, sendo algumas presididas pelo bispo diocesano, e procissão, que atrai milhares de fieis de mais de 9 Estados do Brasil. 
É celebrada na cidade de Itapipoca, Ceará, dos dia 14 a 24 de setembro, sendo algumas celebrações presidida pelos bispos: diocesano e emérito da Diocese de Itapipoca. 
Em São João del Rei, Minas Gerais, o título de Maria das Mercês é celebrado com pompa. São dez dias de festa, com novena solene e, por tradição, barroca, que conta com a participação de diversos bispos do Brasil, além de missas cantadas. No dia da virgem, a programação conta com santas missas solenes, inclusive algumas presididas pelo bispo diocesano, e à noite, a festa se encerra com a majestosa procissão, que "arrasta" milhares de fiéis junto aos andores de Nossa Senhora das Mercês, São Pedro Nolasco e São Raimundo Nonato. Um dos atrativos é o belíssimo show pirotécnico à chegada da procissão. 
Em Tejuco distrito de Brumadinho em Minas Gerais é celebrado o jubileu em honra da santa. Existe uma cidade em Minas Gerais chamada Mercês, onde há uma belíssima igreja em homenagem a santa e onde o jubileu é comemorado por dez dias, tendo seu ápice no dia 24 de setembro. 
Em Cuité, Paraíba, Nossa Senhora das Mercês é devotada desde 1768 quando o coronel Caetano Dantas, juntamente com sua esposa Josefa de Araújo Pereira, decidem por devoção erigir uma capela dedicada a Virgem das Mercês. A tradição bicentenária é marcada por novenas, missas, cavalgada, festival musical, apresentações culturais e confraternizações de 14 a 24 de setembro na igreja matriz e no pavilhão da padroeira.  
Em São Raimundo Nonato, Piauí, no bairro Aldeia, existe um templo dedicado a Nossa Senhora das mercês, onde todos os anos muitos fies se reúnem em louvores a santa do dia 15 a 24 de setembro.